# Aminokiselinske oksidoreduktaze
Aminokiselinske oksidoreduktaze su oksidoreduktaze, tip enzima, koji deluje na aminokiselinama.
One sačinjavaju većinu enzima klasifikovanih pod EC brojem 1.4, dok su preostali enzimi te grupe uglavnom monoaminske oksidaze.
Primeri enzima ove grupe su: 
- Glutamatna dehidrogenaza[1][2]
- Azot-monoksid sintaza[3][4]

## Spoljašnje veze
- Amino+Acid+Oxidoreductases на 